# Hans Friedrich von Haugwitz
Hans Friedrich von Haugwitz (geb. 23. August 1735 in Großenbohrau; gest. 30. Oktober 1790 in Reichenau) war ein preußischer Landrat.

## Leben

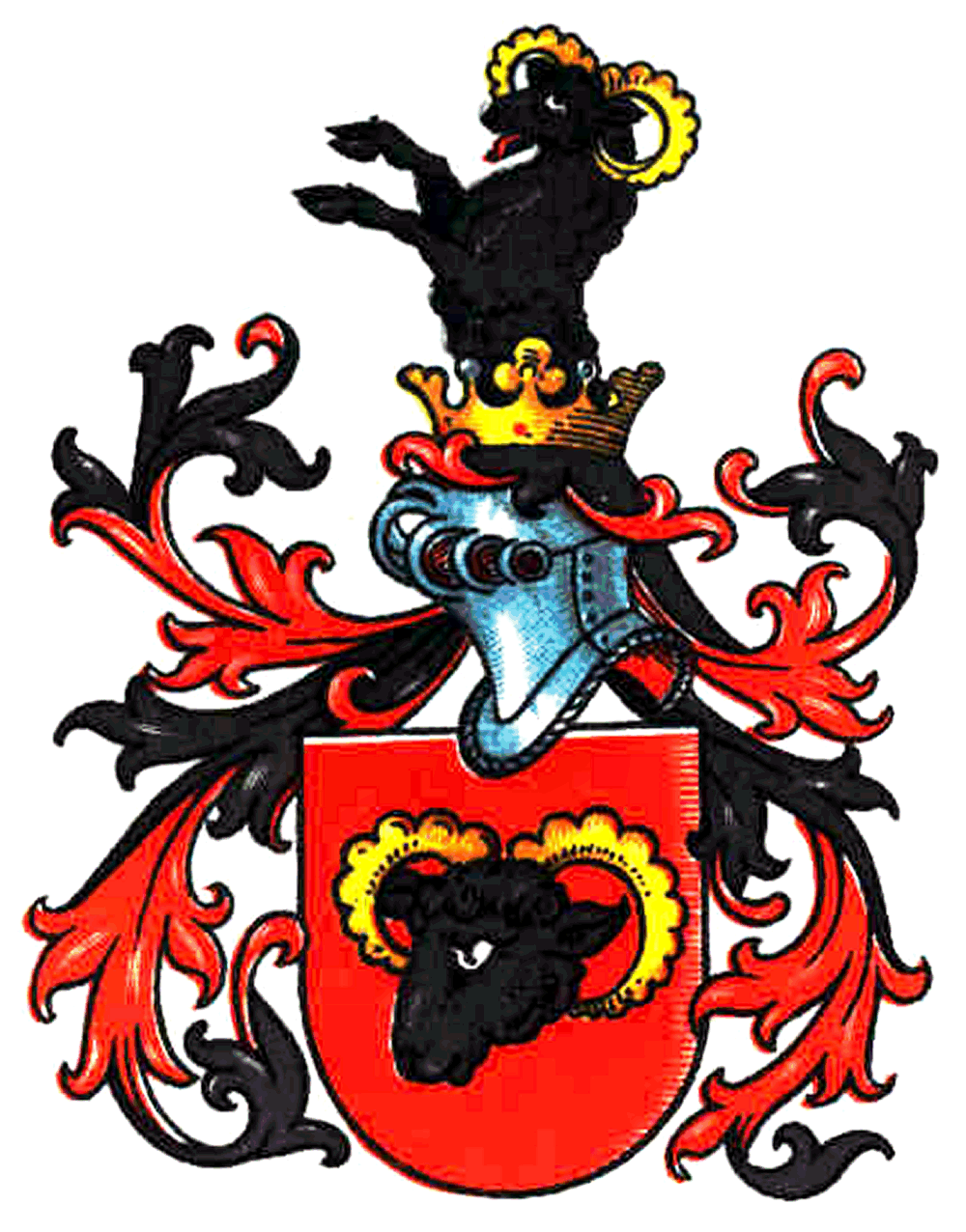
Wappen derer von Haugwitz

Hans Friedrich von Haugwitz war ein Sohn des Johann Friedrich von Haugwitz (1702–1764), Erbherr auf Großenbohrau, und dessen Ehefrau Helene Margarethe, geb. von Tschammer (1709–1781). Nach erhaltenem Privatunterricht studierte er an der Universität Frankfurt/Oder. 1757 avancierte er zum Marschkommissar im Kreis Freystadt und 1761 wurde er zum Landrat des Kreises Sagan ernannt. 1766 wurde er auf eigenen Wunsch aus dem Dienst als Landrat verabschiedet, sein Nachfolger wurde Maximilian Wilhelm von Seidel. Seine letzten Lebensjahre verbrachte von Haugwitz als Erbherr auf Reichenau und Großenbohrau, wo er 55-jährig am 30. Oktober 1790 starb.

## Familie
Hans Friedrich von Haugwitz heiratete im November 1762 Margarethe Sophie, geb. von Niebelschütz (1741–1804). Die Tochter Helena Sophia Elisabeth (* 15. Juli 1767; † 1829) heiratete am 24. November 1789 Heinrich Ernst Carl von Tschammer und Quaritz, den späteren Landrat des Kreises Glogau. Das Ehepaar hatte 10 gemeinsame Kinder, u. a. Hans Ernst von Haugwitz, Landrat des Kreises Namslau.